# Csiki Norbert
Csiki Norbert (Budapest, 1991. május 21. –) magyar labdarúgó, a Balassagyarmati VSE játékosa.

## Pályafutása
2009-ben kölcsönben az Oldham Athletic ifistája lett az üzlet egy, az MTK, az Oldham és a Liverpool közti megállapodás része volt. A klub új tartalékcsapatának tagja lett. A 35-ös mezt kapta, legtöbbször a kispadon ült az első csapatban. 2010 februárjában visszatért az MTK-ba, miután lerövidítették a kölcsönszerződését.
2016 januárjában a thai élvonalban szereplő Sisaket FC-hez igazolt.
Fél év alatt tizenhárom bajnokin egyszer volt eredményes, majd a Gyirmóthoz igazolt. Az élvonalban újonc csapat a szezon végén kiesett, Csiki huszonhárom bajnokin egy gólt szerzett. 2017 nyarán felbontották a szerződését. Ezt követően edzett a Budapest Honvédnál is, de 2018. január 31-én a Vasashoz írt alá. Mindössze egy bajnoki találkozón játszott a Vasasban, majd 2018 nyarán a másodosztályú Budaörsi SC csapatához szerződött. 2019 nyarán az élvonalba feljutó Kaposvári Rákóczi szerződtette. A 2019-2020-as szezonban 25 bajnokin háromszor volt eredményes a végül kieső Kaposvárban, a következő idényben pedig 15 találkozón két gólt szerzett a másodosztályú Budaörsben. 2021 nyarán at NB III-as Balassagyarmati VSE játékosa lett.